# 碧絲巨鳥企鵝
碧絲巨鳥企鵝是巨鳥企鵝屬下的一種已絕種的巨型企鵝，生存於60-56百萬年前，在白堊紀－第三紀滅絕事件後快速崛起。化石出土於紐西蘭，於2017年12月發表這項發現。

## 描述
企鵝目包括所有現存與已絕種的企鵝物種。2017年一項發表揭示了企鵝目中目前已知最古老以及體型最大的物種之一，化石發現於紐西蘭奧塔哥漢普頓海灘。科學家將該發現命名為碧絲巨鳥企鵝（Kumimanu biceae），屬名為毛利語，意思為「怪獸巨鳥」，種名則是主要作者母親的暱稱。碧絲巨鳥企鵝身高約1.60至1.77（5英尺3英寸至5英尺10英寸），體重超過91（201英磅），為目前已知體型第二大的企鵝。另外比較特別的點在於，化石出土的地質年代為 55 百萬年前的古新世，遠早於目前所發現的所有巨型企鵝化石。因此，這項發現能讓科學家更能去理解企鵝的演化歷程。

## 發現與分析
碧絲巨鳥企鵝的化石由一群研究學者於紐西蘭南島奧塔哥發現，並交由森根堡自然博物館的古生物學家梅爾（Gerald Mayr）所帶領的紐西蘭與德國團隊進行分析研究。梅爾同時也是2017年12月所發表文獻之第一作者。

## 行為與生態學
碧絲巨鳥企鵝棲息於古新世時期的紐西蘭，在當時屬於亞熱帶氣候，海域中同時也棲息著許多海龜、鯊魚以及其他魚類。碧絲巨鳥企鵝的生活形式可能與現存的企鵝相似，然而牠們較為巨大的體型代表牠們可以以更大型的獵物為食。